# 근로복지공단 태백병원
근로복지공단 태백병원(勤勞福祉公團 太白病院)은 산업재해 근로자에 대한 요양 관리를 위해 설립된 대한민국 고용노동부 산하 근로복지공단 소속의 직영병원이다.

## 연혁
- 1936년 4월 25일 : 삼척탄좌개발주식회사 부속병원으로 개원
- 1950년 11월 1일 : 대한석탄공사 장성광업소 부속병원으로 변경
- 1975년 1월 1일 : 재단법인한국근로복지공사 장성병원으로 변경
- 1977년 6월 2일 : 근로복지공사 장성병원으로 변경
- 1995년 4월 7일 : 산재의료관리원 태백중앙병원으로 변경
- 2010년 4월 28일 : 근로복지공단 태백산재병원으로 변경
- 2014년 7월 1일 : 근로복지공단 태백병원으로 변경
- 2024년 3월 26일 : 근로복지공단 태백요양병원 개원

## 조직
병원장
- 의료질관리실
- 감염관리실

### 진료부원장
- 진료각과
- 진단검사의학
- 영상의학실
- 약제부
- 간호부

건강관리센터

### 재활전문센터
- 재활의학과
- 재활치료실

### 행정부원장
- 원무부
- 재활지원부
- 경영기획부